# L'ultimo inquisitore
(Francisco Goya)
L'ultimo inquisitore (Goya's Ghosts) è un film del 2006 diretto da Miloš Forman, qui al suo ultimo lavoro da regista.

## Trama
1792, Spagna. Francisco Goya è un pittore famoso, che sta eseguendo i ritratti della Regina Maria Luisa di Borbone-Parma, dell'inquisitore Lorenzo Casamares e di Inés Bilbatua, figlia del ricco mercante Tomas Bilbatua.
La Chiesa Spagnola è preoccupata dalle opere di Goya, ritenendole malvagie, diffuse da Roma al Messico, ma padre Lorenzo le difende, dicendo che si limitano a mostrare il male.
Di fronte a ciò l'Inquisizione spagnola decide di adottare la linea dura contro idee e credenze ritenute dannose per il popolo e per la Chiesa stessa.
Un agente dell'Inquisizione vede Inés rifiutare di mangiare del maiale in una taverna. La donna viene quindi convocata dal Sant'Uffizio e accusata di giudaismo: inizialmente nega, ma poi viene sottoposta alla tortura della corda e "confessa". Il padre, non vedendola tornare, invita Lorenzo a cena, con l'aiuto di Goya, entrambi ignari che l'uomo abbia già visitato la ragazza in carcere e sia rimasto turbato dal suo stato. Durante la cena, il padre cerca di capire il destino della figlia, e sapendo che ha confessato sotto tortura di essere giudea, cerca di convincere Lorenzo che sotto tortura sia possibile confessare qualsiasi colpa. Di fronte alle resistenze di Lorenzo, il mercante lo costringe a sottoporsi alla corda, la stessa tortura praticata alla figlia: Lorenzo, provato dal dolore, accetta di dichiarare per iscritto di non essere un uomo, ma una scimmia e promette al padre di Ines di fare di tutto per liberare la figlia.
Lorenzo non riesce a convincere i cardinali del Sant'Uffizio e, dopo aver visitato un'ultima volta Ines e averla violentata, scappa facendo perdere ogni notizia di sé. Passano alcuni anni, Goya prosegue il suo lavoro di pittore ritrattista per la corte del re, mentre Ines rimane imprigionata nelle segrete del convento senza processo.
Nel 1808 Napoleone Bonaparte invade la Spagna, dichiara abolito il processo inquisitorio e pone in libertà tutte le persone imprigionate per volere della chiesa. Ines è finalmente libera, ma il suo fisico è provato dai lunghi anni di prigionia e la sua mente è appannata ai limiti della pazzia. Tra la confusione sollevata dal passaggio delle truppe napoleoniche, Ines raggiunge la casa paterna e scopre che tutti i membri della sua famiglia sono stati uccisi durante il saccheggio della città. L'unica persona che può aiutarla è il pittore Goya, per cui ha rappresentato la musa ispiratrice. Ines confesserà a Goya di aver partorito una bambina durante la lunga prigionia ed afferma che il padre della bimba è frate Lorenzo, di cui ella appare molto innamorata.
Nel frattempo ricompare la figura di Lorenzo, completamente cambiato. Ha vissuto in Francia durante l'esilio, ha sposato una donna francese, ha avuto 3 figli ed ha deciso di diffondere gli ideali dell'illuminismo, diventando così nemico acerrimo della chiesa conservatrice e retrograda. Processa e condanna a morte il cardinale a capo del Sant'Uffizio ed incontra nuovamente Goya da cui apprende che Ines è ancora viva ed ha avuto una bambina da lui. Lorenzo promette a Goya che si prenderà cura di Ines, ma non ammette di aver avuto una bambina da lei, considerando il fatto come una pura invenzione di una mente devastata da anni di prigionia. Lorenzo, allora, spedisce Ines in un manicomio. In realtà la figlia esiste, Lorenzo ha la conferma di questo dopo aver interrogato il cardinale del Sant'Uffizio trattenuto nelle prigioni in attesa della condanna. Sia Goya che Lorenzo scoprono che la ragazza è stata allevata in un orfanotrofio e diventata grande, per sopravvivere, ha iniziato a lavorare nei bordelli della città.
Goya, intenzionato a far incontrare le due, preleva Ines dal manicomio e si dirige verso una taverna dove lavora la figlia di Ines, Alicia. Il pittore si presenta alla donna, che stava accudendo il bambino di un'altra prostituta, e la invita a conoscere la madre, che sta aspettando fuori dalla taverna. Improvvisamente, però, i soldati francesi mandati da Lorenzo irrompono nel locale e catturano tutte le prostitute, che verranno dirette verso il Portogallo, da cui poi saranno imbarcate per l'America. Poco prima di venire presa, Alicia cela il bimbo sotto un tavolo. La taverna è ormai vuota, ma Ines entra comunque e vede il neonato sotto il tavolo. Credendo, nella pazzia, che sia sua figlia, la raccoglie e la porta con sé.
Nel frattempo l'esercito inglese è sbarcato in Portogallo e in Spagna è iniziata la controrivoluzione avverso il dominio francese. Appresa la notizia dello sbarco inglese Lorenzo decide di fuggire con la sua famiglia, ma viene catturato mentre percorre la via per raggiungere la Francia. Processato viene condannato a morte. Lorenzo, in preda al tormento e al fallimento della propria vita, decide di non pentirsi ed accetta di essere ucciso. Viene pubblicamente assassinato sotto gli occhi di Ines, una donna ormai in preda alla follia e che grida il nome del padre di sua figlia. Mentre il corpo dell'uomo viene portato via su una carretta, dei bambini saltano e cantano intorno al carro e Ines, con in braccio il bambino, gli tiene e gli bacia la mano sorridendo mentre Goya la chiama da lontano.

## Dichiarazioni del regista
Forman avrebbe richiesto di investire alla sua produzione, previo accordo con le autorità locali, 360000 $ per restaurare la facciata del palazzo a Madrid scelto come location per girare il suo film su Goya. Questo palazzo prescelto sarebbe quello appartenuto all'Infante Don Luigi Antonio di Borbone-Spagna, un monumento del XVIII secolo che si trova nei sobborghi madrileni in località Boadilla del Monte.
(Miloš Forman)

## Aspetti storici e controversie

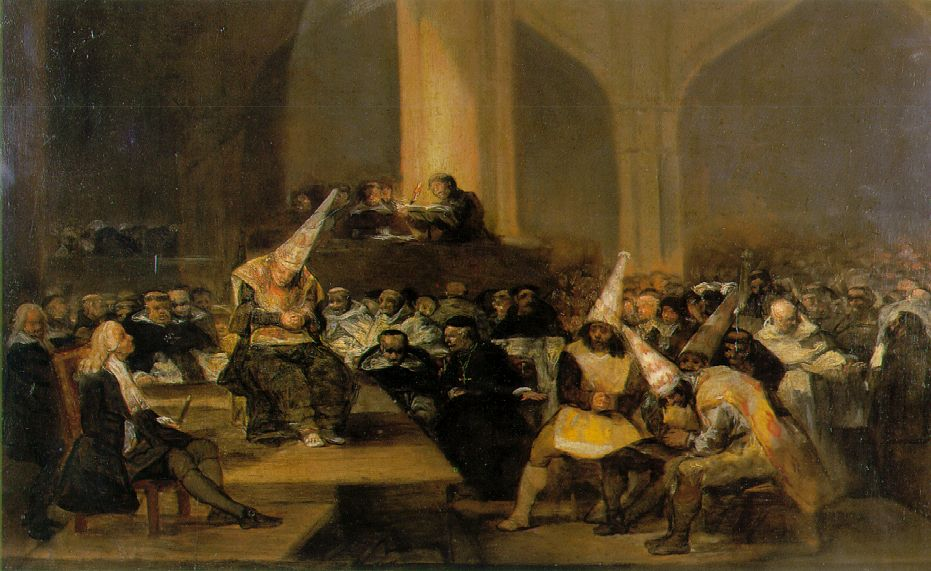
Il tribunale dell'Inquisizione di Goya (1812-19) testimonia chiaramente come l'Inquisizione mantenne il suo potere e le sue pratiche anche nel XIX secolo, oltre il periodo dei fatti narrati nel film.

Non è semplicemente un film su Goya, o sulla Spagna di fine Settecento, ma un film che sembra girato "dentro" ad un quadro del famoso pittore: le inquadrature sono infatti il risultato di una sorta di collage che affianca quadri, stampe e personaggi noti ormai al grande pubblico. Il risultato è uno strano ibrido, che oscilla dal film di finzione al documentario, passando per il saggio di genere. Lo spettatore impara ad amare Goya più che a conoscerne i particolari biografici...»
(tratto da Ars et furor)
Forman non si sofferma particolarmente sulle vicende della vita di Goya come uomo, figura che fu straordinariamente complessa e che sceglie di lasciare quasi in sottofondo come cronista degli avvenimenti, bensì decide di concentrarsi sulla fedele rappresentazione dell'epoca in cui ha vissuto il grande artista, attraverso e grazie ad un percorso lungo alcuni dei suoi capolavori. Da quelli più pubblici ed ufficiali, come i ritratti per la famiglia reale, fino a quelli di natura più ispirata dalle visioni personali e dalle testimonianze private del pittore, come le incisioni (viene mostrata una memorabile rappresentazione degli utensili e dei procedimenti con i quali, all'epoca, venivano realizzate e stampate) e i Dipinti Neri.
Forman ha scelto di riprodurre e usare, con una meticolosità estrema, come vere e proprie scene all'interno di tutto il suo film, parecchi dei più famosi dipinti di Goya: dai ritratti del re Carlo IV e quello equestre della regina Maria Luisa fino a quello della famiglia reale; dalle sue visionarie incisioni, al Colosso, fino alle raffigurazioni storiche come Il 3 maggio 1808. Come coronamento e conclusione di tutto, il regista decide di citare e ricreare la cupa e angosciosa atmosfera de Il tribunale dell'Inquisizione.
Nonostante questa notevole ricerca e ricostruzione ambientale, al fine di esaltare la drammaticità della trama, che è opera di fantasia, e di emettere un j'accuse, contro un certo tipo di fanatismo, integralista o oscurantista, da qualunque principio esso possa venire ispirato, il film potrebbe anche ricorrere alla classica licenza cinematografica, permettendosi di andare talvolta al di là dello stretto rigore storico. Ciò in quanto l'intento dell'opera non è quello di essere un pedissequo documentario sull'Inquisizione spagnola né, tantomeno, sull'invasione napoleonica in Spagna. Per avere una disamina critica, scritta da un punto di vista cattolico, in polemica contro il regista Forman per supposte incongruenze storiche del film nell'affrontare il tema dell'Inquisizione spagnola e per come ha raffigurato quest'ultima, si può leggere un articolo pubblicato in proposito dal settimanale cattolico e organo di Comunione e Liberazione, Tempi "I fantasmi della storia. Inquisizione". Altresì, Forman non può essere imputabile di alcun significativo errore o anacronismo storico: il tribunale dell'Inquisizione spagnolo, dopo la parentesi napoleonica, fu reistituito in tutte le sue pratiche e i suoi poteri e solo nel 1834 venne abolito definitivamente. Durante il XVIII secolo e l'inizio del XIX secolo il numero dei conversos accusati dall'Inquisizione di criptogiudaismo diminuì significativamente (soprattutto per il naturale esaurirsi di persone da imputare, dato che, dopo secoli di persecuzioni, cacciate ed uccisioni, le comunità ebraiche o cripto-giudaiche erano praticamente scomparse in tutta la penisola iberica) ma non terminò affatto. L'ultimo processo tenutosi in Spagna per tale accusa, del quale perlomeno è pervenuta una documentazione storica, è avvenuto a Cordova nel 1818 e vide imputato tal Manuel Santiago Vivar. Tutte vicende storiche che sopravanzano cronologicamente i fatti narrati nel film e li avvalorano.
In riferimento al dogma della veridicità delle confessioni sotto tortura (in particolare quella detta della corda), così centrale nella trama del film perché è uno dei motivi che impedisce ai prelati dell'Inquisizione di accettare la proposta di Lorenzo per la liberazione di Inés, esso non è mai stato usato in questi termini assoluti, sia storicamente sia, a tal proposito, all'interno del film. In realtà, infatti, il regista non ha mai citato tale parola, che esiste sia in lingua italiana che inglese per esprimere lo stesso concetto e che pertanto avrebbe potuto scegliere di utilizzare. Probabilmente ci si trova davanti ad una traduzione che non è riuscita ad evidenziare un'importante sfumatura presente nel testo originale in inglese e che rischia di essere oggetto di possibili fraintendimenti o strumentalizzazioni. Forman, infatti, usa il termine Tenet e non Dogma e come spiega chiaramente il Webster's Revised Unabridged Dictionary: «Un tenet è ciò che è considerato come vero con grande risolutezza; ad esempio, i tenets della nostra santa religione. Un dogma è ciò che è stabilito con autorità e indubitabile verità, specialmente una dottrina religiosa; ad esempio, i dogmi della chiesa. Un tenet si basa sui propri intrinseci meriti o demeriti; un dogma si fonda sull'autorità ritenuta come competente per decidere e determinare». Il tenet è in questi termini più un principio, una credenza o una opinione molto salda (una communis opinio), che un articolo di fede che si accoglie per vero o per giusto senza esame critico come è nella natura del dogma. È altresì storicamente incontrovertibile come, agli inizi del XIX secolo, la tortura non venisse più considerata come un normale e lecito strumento di indagine in ambito penale, al fine di estorcere confessioni ampiamente utilizzate come veritiere nel giudizio di condanna dell'accusato, anche a causa dell'influenza degli allora "nuovi" studi storici sul diritto romano che, mette conto ricordare, escludeva la tortura per i cittadini pleno jure almeno fino al Dominato. Che la tortura fosse del tutto esclusa nei confronti dei cittadini romani in epoca classica, lo si evince anche dalla testimonianza indiretta offerta dall'episodio della (mancata) flagellazione di San Paolo in Atti degli Apostoli, XXII, 25-29: “Vi è lecito flagellare un cittadino romano e per di più non ancora giudicato?” Udito ciò, il centurione si avvicinò al tribuno per avvertirlo, dicendo: “Che cosa stai per fare? Quest’uomo è romano!” Allora, avvicinatosi, il tribuno gli disse: “Dimmi, tu sei romano?” Ed egli rispose: “sì!”. “Io – riprese il tribuno – ho acquistato questa cittadinanza a caro prezzo”. E Paolo: “Io invece vi sono nato”. E subito si allontanarono da lui quelli che stavano per interrogarlo. Anche il tribuno si intimorì, avendo saputo che era romano, perché l’aveva fatto legare.” 
Restava solo l'Inquisizione a ritenere la tortura valido ed efficace mezzo istruttorio, anche dopo il "secolo dei lumi".
Per quanto riguarda l'uso disinvolto della tortura nell'Inquisizione (sempre ammesso che esista o sia esistito un uso che si possa considerare non disinvolto), attualmente si deve registrare un consenso esistente fra alcuni storici di area cattolica e non cattolica, come ad esempio Paolo Mieli, i quali, compiendo un percorso di revisionismo, ritengono di aver sfatato quelli che considerano molti luoghi comuni sull'Inquisizione e che loro definiscono determinarne la Leggenda nera. Sono esemplificative, a tale riguardo, le considerazioni di Monsignor Luigi Negri, vescovo di San Marino-Montefeltro ed esperto di storia della Chiesa, il quale sostiene che: «L'Inquisizione anche in pieno Medioevo non prevedeva la tortura se non in casi gravissimi e comunque la confessione poteva essere accettata solo dopo una confermazione pienamente consapevole dell'inquisito». A parte la considerazione di ordine giuridico in base alla quale anche la "confermazione" doveva essere resa sotto tortura (purgatio), per avere un'idea documentata di cosa fosse - almeno ufficialmente - ritenuto caso gravissimo, tale da giustificare e prevedere la tortura dell'inquisito, si possono leggere le "sette regole" del Manuale dell'Inquisitore di Nicolas Eymerich. Tenendo inoltre presente che, nei secoli, furono scritti molti trattati che vertevano, fra le altre materie, anche sul ruolo e sulle funzioni dell'inquisitore (come ad esempio la Practica Inquisitionis Heretice Pravitatis di Bernardo Gui o il celeberrimo Malleus Maleficarum di Jacob Sprenger e Heinrich Kramer) deve essere ricordato che tali opere corrispondono a ciò che oggi potremmo definire "linee guida" o compendio di "buone pratiche" in argomento. Esse, pertanto, non avevano alcun valore giuridico vincolante per l'autorità civile o religiosa, quale potrebbe essere - soltanto in età contemporanea - quello di un codice di procedura penale. Inoltre, la tesi del vuoto normativo, in termini di diritto positivo, quale causa dell'abuso della tortura - quasi a sostenere che, se fosse stata soggetta a puntuale disciplina, essa sarebbe stata un mezzo istruttorio efficace e idoneo alla creazione di verità processuale - è stata superata dalla constatazione dell'impossibilità di conferire forma giuridica (cioè struttura limitante o condizionante in termini di generalità, astrattezza, posizione gerarchico-ordinamentale, condizioni di validità ed efficacia, ecc.) ad un contenuto prescrittivo che forma non può avere per sua propria natura (cioè il dolore fisico o psichico che, per l'appunto, si pretende di poter prescrivere ossia somministrare in via legale). Perciò l'uso della tortura non può che essere arbitrario a seconda dei casi e delle convenienze, dunque abuso. Il tema delle responsabilità storiche dell'Inquisizione è ancora materia di dibattito fra le diverse scuole di pensiero storiografiche, spesso anche in conseguenza dei diversi postulati culturali degli studiosi interessati. In genere gli storici che minimizzano o, in casi estremi, negano le responsabilità generalmente attribuite all'Inquisizione, provengono da un'area culturale di matrice revisionista o, rispettivamente, apologetica, mentre gli storici che le documentano in modo scientifico o, in casi estremi, le enfatizzano provengono da un'area culturale di matrice laica o, rispettivamente, anti-cattolica o anti-religiosa.
Sempre su uno dei temi di fondo del film, e cioè la non validità delle confessioni estorte sotto tortura, è interessante citare come, già in pieno Medioevo, si fosse verificato l'episodio in cui il beato Rinaldo da Concorezzo, arcivescovo di Ravenna, avesse assolto i Templari (accusati di sodomia, eresia ed idolatria) basandosi proprio su tale assunto. In tale processo emise inoltre una chiara condanna della tortura come strumento di indagine, fatto unico in Europa sia nel caso specifico del processo ai Templari sia più genericamente nell'ambito del diritto medievale.
Papa Clemente V, nel Concilio di Vienne, pur se complessivamente sfavorevole ai Templari (soppressi per via amministrativa ma non sottoposti a processo con l'accusa di eresia), confermò il buon operato dell'arcivescovo ravennate su tale caso. Discorso completamente diverso deve essere fatto riguardo al destino di molti altri accusati, di eresia o meno. Ad esempio si può ricordare la sorte che, sotto lo stesso Papa, toccò a Fra' Dolcino che lo vide essere torturato con tenaglie arroventate e a cui vennero strappati naso e pene, per poi infine essere arso vivo.

## Accoglienza
(Miloš Forman)
Sebbene il film abbia avuto un tiepido riscontro al botteghino, incassando globalmente 9448082 $, ha ricevuto diverse recensioni positive. Tra queste, quella di Pierpaolo Simone, sul sito Mymovies.it, che ne loda i personaggi drammatici:

## Riconoscimenti
- Nomination ai Saturn Awards 2007: Saturn Award: Miglior Film Internazionale (Miloš Forman)
- Nomination al Premio Goya 2007: Migliori Costumi (Yvonne Blake)
- Nomination al Premio Goya 2007: Miglior Make-Up (Ivana Primorac, Susana Sánchez, Manolo García)
- Nomination al Premio Goya 2007: Migliori Effetti Speciali (Reyes Abades, Félix Bergés, Eduardo Díaz)
- Nomination ai Satellite Awards 2007: Migliori Costumi (Yvonne Blake)